# Алфі Гілкріст
Алфі Гілкріст (англ. Alfie Gilchrist, нар. 28 листопада 2003, Кінгстон-апон-Темз, Англія) — англійський футболіст, центральний захисник лондонського «Челсі».
На правах оренди грає в «Шеффілд Юнайтед».

## Ігрова кар'єра

### Клубна
Алфі Гілкріст народився в одному з районів Лондона — Кінгстон-апон-Темз. У 2014 році він приєднався до клубної академії столичного «Челсі». В листопаді 2020 року футболіст підписав з клубом професійний контракт. Гілкріст був капітаном команди академії, яка в сезоні 2021/22 виграла Кубок Прем'єр - ліги для гравців віком до 18 - ти років. В лютому 2023 року футболіст став капітаном команди (U-23).
26 травня 2023 року Гілкріст був внесений до заявки на матч чемпіонату країни проти «Манчестер Юнайтед». 19 вересня 2023 року футболіст підписав з клубом новий контракт до червня 2025 року. 27 грудня того року захисник дебютував в основі «Челсі», коли вийшов на заміну в матчі АПЛ проти «Крістал Пелес». 2 квітня 2024 року був підписаний новий контракт терміном до 2026 року.
15 квітня 2024 року у матчі проти «Евертона» Гілкріст забив перший гол на професійному рівні.
В серпні 2024 року Алфі Гілкріст відбув в оренду до кінця сезону в клуб Чемпіоншип «Шеффілд Юнайтед».

## Особисте життя
З дитинства Алфі Гілкріст вболіває за «Челсі», оскільки його дід та батьки були власниками клубних абонементів.

## Досягнення
Челсі
- Фіналіст Кубка ліги: 2023/24